# Ritratto di giovane donna (Ghirlandaio)
Ritratto di giovane donna è un dipinto del pittore rinascimentale Domenico Ghirlandaio realizzato circa nel 1490 e conservato al Museo Calouste Gulbenkian di Lisbona in Portogallo. 

## Storia
Secondo la pagina web del Museo Gulbenkian, il dipinto fu dei seguenti proprietari conosciuti: Savonelli Conde, Roma, 1860; George Spiridon, 1860-1887; Joseph Spiridon, Parigi, 1887-1929; vendita di Joseph Spiridon il Cassirer & Helbing, a Berlino il 31 maggio 1929. Acquistato da Calouste Gulbenkian attraverso Duveen ad Arthur Julius Goldschmidt nel giugno 1929.

## Descrizione
Il personaggio in oggetto di questo quadro ricorda la famiglia Sassetti dipinta del pittore nella Cappella Sassetti della Basilica di Santa Trinità a Firenze. Il costume del vestiario è della moda fiorentina dell'epoca con sovrapposizioni di abiti adattati al corpo e alla scollatura ornata da una collana di corallo.
La rappresentazione femminile del Ghirlandaio, come Botticelli, è un soggetto a un compromesso estetico che favorisce la stilizzazione idealista e l'unità decorativa della scena, nel momento in cui si assiste alla diffusione dell'immagine tra la borghesia e il gusto per la caratterizzazione realistica della figura. Il delicato equilibrio della forma e l'armonia delle associazioni cromatiche suggeriscono l'aspirazione a un ideale di ordine come principio di composizione. 
Questo fenomeno corrisponde a una tendenza generale di umanizzazione dell'arte. Un buon esempio delle rappresentazioni del millequattrocento, il personaggio presenta la testa rivolta a tre quarti, su sfondo neutro, secondo la pratica prima dell'introduzione del paesaggio sullo sfondo. Il taglio dei capelli si trova appena sotto le spalle e il viso, anche se trattato senza eccessiva attenzione ai dettagli, manifesta una ricerca di figurazione naturalistica, una volontà, come è già stato detto, per "rendere vero".